# Marie Walden

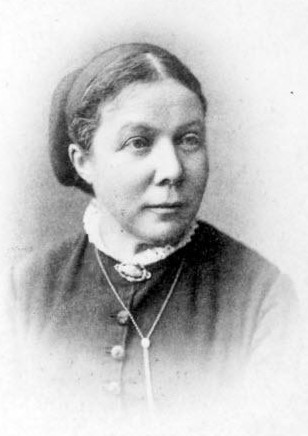
Marie Walden / Marie Henriette Rüetschi-Bitzius

Marie Walden ist das Pseudonym der schweizerischen Schriftstellerin Marie Henriette Rüetschi-Bitzius (geboren am 10. November 1834 in Lützelflüh; gestorben am 26. August 1890 in Bern), der Tochter von Jeremias Gotthelf.

## Leben
Marie Henriette «Jetti» Bitzius war die Tochter des sozial engagierten Pfarrers und Schriftstellers Albert Bitzius, der unter dem Pseudonym Jeremias Gotthelf bekannt ist, und von dessen Frau Henriette Bitzius-Zeender (1805–1872).
Eine im Winter in Bern lebende ledige Halbschwester ihres Vaters, Marie Bitzius (1788–1860), pflegte im Sommer den Garten der Familie, bewirtete deren Gäste und spielte auch bei der Erziehung der Kinder eine Rolle. Marie Henriette Bitzius wurde, nachdem ihr kränklicher Bruder Albert Bitzius (1835–1882), der «Kronprinz», ganz auf die Pflege durch die Mutter angewiesen war, in die Obhut ihrer Tante gegeben.
Marie Henriette und ihre Schwester wurden zur Erlernung gesellschaftlicher Umgangsformen auf ein Pensionat in der französischsprachigen Schweiz geschickt. Dieses Töchterinstitut in Neuenburg besuchte sie von 1850 bis 1852. Kurz danach lernte sie den Sumiswalder Pfarrer Karl Ludwig Rüetschi (* 2. Mai 1822 in Bern; † 19. Juni 1867 in Sumiswald), einen Amtskollegen ihres Vaters, kennen und verlobte sich, zwei Jahre nachdem sie aus dem Welschland zurückgekommen ist, mit ihm. Sie heiratete ihn Anfang 1855, zog mit ihm ins Pfarrhaus nach Sumiswald und hatte insgesamt sieben Kinder (drei Töchter und vier Söhne) mit ihm. Ein Sohn starb am 11. Tag, einer nach 7 Jahren und einer 1879 nach 22 Jahren an einer längeren Krankheit. Das letzte Kind kam 1867 zur Welt. Marie Rüetschis Schwager war der Berner Geistliche und Hochschullehrer Albrecht Rudolf Rüetschi. Nach dem Tod ihres Ehemanns zog die 33-jährige Witwe mit ihren sechs Kindern nach Bern, wo auch ihre Tante Marie Bitzius lebte. Unterstützt wurde sie durch ihre Mutter, die ebenfalls eine Wohnung in Bern bezog. In Bern begann Marie Walden, die bereits als Kind Erzählungen und andere dichterische Texte verfasste bzw. vortrug, mit dem Abfassen der Biographie ihres Vaters. Diese veröffentlichte sie 1877 unter Pseudonym in der Berliner Volksausgabe des Romans von Jeremias Gotthelf Leiden und Freuden eines Schulmeisters. Es folgten weitere volkstümliche Novellen und Erzählungen. Nach dem Tod ihres zunächst als Pfarrer und später als Regierungsrat wirkenden Bruders veröffentlicht sie 1882 eine kurze Biographie über diesen. Zudem verfasste sie auch eine Darstellung des Lebens ihrer Mutter, die erstmals 1941 veröffentlicht wurde.
Marie Waldens drei Töchter besuchten das Lehrerinnenseminar, ihr Sohn Fritz wurde der Familientradition entsprechend Pfarrer. Urenkelinnen der Schriftstellerin tragen den Familiennamen Hess.
Sie bekam im Sommer 1886 eine nicht operierbare Kopfgeschwulst am Hinterkopf, die ihr in den letzten Lebensjahren starke Schmerzen bereitete. Gepflegt wurde sie in dieser Zeit von ihren Töchtern. Marie Walden starb infolge eines Hirnschlags am 26. August 1890 im Alter von 55 Jahren.

## Werk
Neben der Biographie ihres Vaters, dem Erstlingswerk, verfasste sie auch Lebensbilder über ihren Bruder Albert und ihre Mutter. Nicht alle ihre Tagebücher und Briefe sind veröffentlicht worden. Handschriften von Marie Walden befinden sich im Nachlass von Jeremias Gotthelf in der Burgerbibliothek Bern, so ihre Briefe von 1850 bis 1871, Tagebücher von 1872 bis 1884 und ihre etwa 200 Seiten umfassenden dreiteiligen Lebenserinnerungen.
Ihre weiteren Erzählungen spielten im bäuerlichen, aber auch städtischen Milieu und bezeugten in präziser Sprache die harten und tristen Lebensumstände der weiblichen Protagonisten, die von ihrer Umgebung ungeliebt und unverstanden sind und zum Teil bitter-ironische Schicksale durchleiden. Waldens Geschichten zeichnen sich unter anderem dadurch aus, dass die Figuren ihre jeweilige schweizerdeutsche oder französische Mundart sprechen, während der Erzähltext in Hochdeutsch gehalten ist. Dieser Stil gelang ihr besser als ihrem Vater. Sie schrieb zudem einige Gedichte. Bis 1883 erschienen beinahe jährlich Erzählungen von ihr im Intelligenz-Blatt der Stadt Bern.

## Werke
- Jeremias Gotthelf. [Biographie] In: Gotthelf, Jeremias, Leiden und Freuden enes Schulmeisters.  Berlin 1877.
- Der arme Wilhelm. [Erzählung] In: Alpenrose. Beilage zum Intelligenzblatt der Stadt Bern. 6 Fortsetzungen. Bern 1878.
- Zeit bringt Rosen. [Erzählung] In: Alpenrose. 1879. 2 Teile.
- Versöhnt, Zwei Mal bestraft. [Erzählungen] Berner Volksschriften Verlag, Bern 1879.
- Zwei Kollegen. Erzählung, veröffentlicht in Alpenrosen (Sonntagsbeilage zu Intelligenz-Blatt der Stadt Bern) in acht Fortsetzungen
- Aus der Heimat. 2 Bände (Band 1: Die beiden Kollegen, Zwei Jahre im Dorfe; Band 2: Die Waise, Versöhnt, Anna’s Beruf, Ein drangsalvoller Morgen). Bern 1880–1884 (Erzählsammlung).[8]
- Aus dem Leben meines Bruders Albert Bitzius gew. Regierungsrath.  Bern 1882.
- Das Orakel (1887)

posthume Veröffentlichungen:
- Gedichte von M. H. Rüetschi, geb. Bitzius (Marie Walden) nebst Lebensbild der Verewigten. Bern 1892. Mit einem Vorwort der Kinder.
- Versöhnt. 1894.
- Zwei Jahre im Dorfe. 1900. Erzählung über die Schwierigkeiten der Hausherrin mit den Dienstboten
- Frau Henriette Bitzius-Zeender. Ein Lebensbild von ihrer Tochter erzählt. In: Hans Bloesch (Hrsg.): Jeremias Gotthelf. Bern 1941 (= Gute Schriften. Band 201).
- Welschlandaufenthalt vor 150 Jahren (Jugenderinnerungen, Bern 1997).